# Brug 577
Brug 577 is een kunstwerk in het Amsterdamse Bos. Het Amsterdamse Bos is een deel van de gemeente Amstelveen, terwijl de gemeente Amsterdam het beheer voert.
De brug is in 1945 ontworpen door Piet Kramer van de Dienst der Publieke Werken, maar werd pas in 1957 gebouwd. Kramer ontwierp voor het Amsterdam allerlei typen bruggen, zoals vlonder bruggen, duikers en een aantal ophaalbruggen. Brug 577 valt in de eerste categorie. Het is een zeer eenvoudige brug. Ze bestond origineel geheel uit hout met betonnen steunpunten. De brug overspant een binnenwatertje dat geen onderdeel uitmaakt van de doorgaande waterlopen in het bos.
Kramer kwam ook hier met een brug die opgaat in haar omgeving. Na de renovaties in 1979 en later wordt het bruggetje gedragen door betonnen brugpijlers/jukken en ook de landhoofd zijn van beton. Van landhoofd naar landhoofd lopen houten liggers waarop houten planken als dek liggen. De balustrades/leuningen zijn eveneens van hout. Kramer was van origine timmerman en liet in de koppen van de hoofdbalusters figuurtjes uithakken/uitsnijden. Bovendien zijn de toppen van alle balusters afgetopt (ronde uiteinden) en zijn de hoofdbalusters verder in de hoogterichting bewerkt, de kleine balusters zijn eenvoudig gehouden. De balustraden/leuningen zwenken aan het begin en eind enigszins uit en hebben daar een dalende lijn. Op de brug zelf volgen ze het profiel als het brugdek.
De gemeente Amstelveen benoemde het bruggetje tot gemeentelijk monument vanwege juist de eenvoud die uit uitstraalt passend bij een niet-relevant watertje. Voorts was de toegepaste houtbewerking een reden tot benoeming. Bovendien is het de enige in zijn soort in het stadsbos.
De brug ligt ten noordoosten van een kampeerterrein en ten westen van graasland voor Schotse Hooglanders.

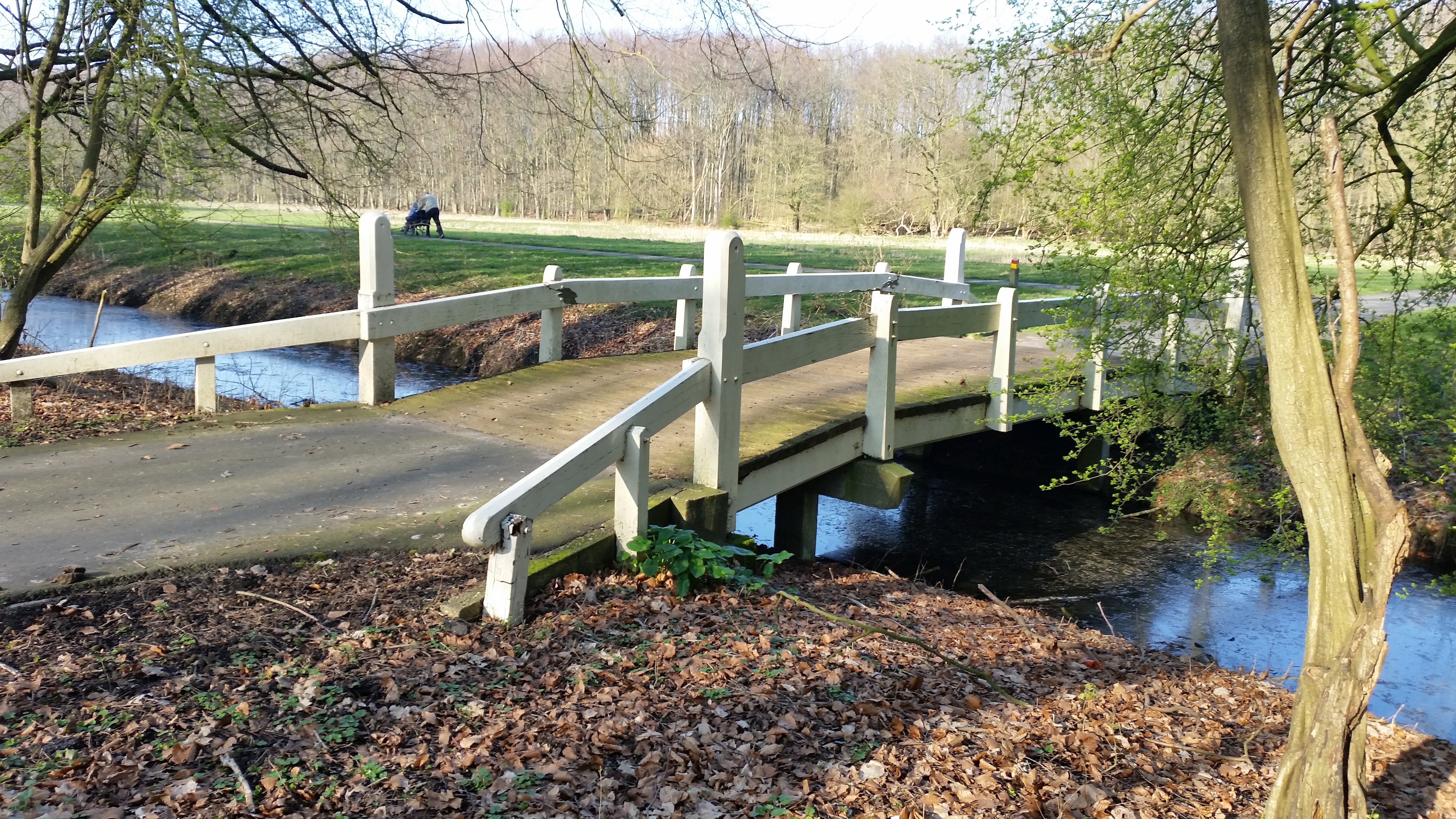
Zijaanzicht van brug 577 (maart 2019)

<<< · 500 · 501 ·  503 · 504 · 505 · 506 · 507 · 508 · 509 · 510 · 511 · 512 · 513 · 514 · 515 · 516 · 517 · 518 · 519 · 520 · 521 · 522 · 523 · 525 · 526 · 527 · 528 · 530 · 531 · 532 · 533 · 534 · 535 · 536 · 537 · 538 · 539 · 540 · 541 · 542 · 543 · 544 · 545 · 546 · 547 · 548 · 549 · 550 · 551 · 552 · 553 · 554 · 555 · 556 · 557 · 558 · 559 · 560 · 561 · 562 · 563 · 564 · 565 · 566 · 567 · 569 · 571 · 572 · 573 · 575 · 577 · 578 · 580 · 581 · 582 · 583 · 584 · 586 · 587 · 589 · 590 · 591 · 592 · 593 · 594 · >>>
Brugnummers 502, 524, 529, 568, 570, 574, 576, 579, 585, 588, 595, 596, 597, 598, 599 zijn niet (meer) vergeven.